# Tomi Poikolainen
Tomi Poikolainen (* 27. prosince 1961, Helsinky) je finský lukostřelec, účastník pěti olympiád.
Připravoval se pod vedením bronzového olympijského medailisty Kyösti Laasonena. Při svém debutu na olympiádě v Moskvě 1980 překvapivě získal zlatou medaili nástřelem 2455 bodů a jako osmnáctiletý se stal nejmladším finským olympijským vítězem v historii. Na Letních olympijských hrách 1984 skončil pátý, v roce 1988 byl jedenáctý v soutěži jednotlivců a při olympijské premiéře soutěže družstev skončil s týmem Finska na čtvrtém místě. V roce 1992 vybojovali Finové ve složení Tomi Poikolainen, Ismo Falck a Jari Lipponen stříbrné medaile, v individuálním závodě obsadil Poikolainen 24. místo. Na olympijských hrách 1996 byl osmý v týmové a dvanáctý v individuální soutěži. S družstvem Finska získal stříbrnou medaili na mistrovství světa v lukostřelbě v letech 1981 a 1991, v roce 1989 skončil mezi jednotlivci třetí. Na mistrovství Evropy v lukostřelbě vyhrál individuální soutěž v roce 1986 a byl třetí na šampionátech 1982 a 1988, v roce 1994 se stal mistrem Evropy v soutěži družstev.
Žije v Hyvinkää a pracuje jako profesionální hasič. Jeho manželka Jutta Poikolainenová je také lukostřelkyně, reprezentovala Finsko na LOH 1988.